# René-Louis Chrétien
Pour les articles homonymes, voir Chrétien (homonymie).
René-Louis Chrétien, ou René Chrétien, né le 2 octobre 1867 à Choisy-le-Roi et mort le 28 décembre 1945 à Rochefort-en-Yvelines, est un peintre français.

## Biographie
Marie Louis René Chrétien est le fils d'Auguste Clément Chrétien, artiste peintre, et de Julie Henriette Turpin.
Peintre précoce, il est d'abord l'élève de son père avant de se former auprès de Léon Bonnat, de Gustave Boulanger et de Jules-Élie Delaunay. En 1887, il commence très jeune à exposer au Salon, où il sera présent jusqu'en 1940.
En 1889, il obtient une mention honorable, une troisième médaille en 1894, une deuxième médaille en 1895, puis passe ensuite hors concours, et obtient enfin une médaille d'argent à l'Exposition universelle de 1900.
En 1894, il épouse Marie Olympe Roche (1863-1912).
S'il peint principalement des natures mortes dès ses débuts, il réalise également des paysages, des scènes de genre et quelques portraits.
En 1913, en secondes noces, il épouse l'artiste peintre Clotilde Clémence Colombe (1878-1968), Gabriel-Claude Gaudin et les peintres Julien Gustave Gagliardini et Louis Fourcade sont témoins du mariage.
Il meurt à Rochefort-en-Yvelines à l'âge de 78 ans.

## Œuvres dans les collections publiques
- Belgique :
  - Liège, La Boverie : De quoi collationner[13]
- Brésil :
  - São Paulo, Pinacothèque de l'État de São Paulo :
    - Nature morte[14]
    - Portrait de Pedro Alexandrino[15]
- France :
  - Alençon, Musée des Beaux-Arts et de la Dentelle : Nature morte aux fraises
  - Amiens, Musée de Picardie : Deux vieilles bouteilles[16]
  - Angoulême, Musée : Pêcheuse de crevettes[17]
  - Arras, Musée des Beaux-Arts : Huîtres et bon vin[18]
  - Bar-le-Duc, Musée barrois : Bonnes bouteilles[19]
  - Bayeux, Musée d'Art et d'Histoire Baron-Gérard : Nature morte aux oignons[20]
  - Caen, Musée des Beaux-Arts  : Nature morte[21]
  - Dijon, Musée des Beaux-Arts : Vieilles bouteilles[16],[22]
  - Dunkerque, Musée des Beaux-Arts : Pintade ; nature morte[23]
  - Flers, Château-Musée : Nature morte au Lièvre
  - Grenoble, Musée : Coin d'office; nature morte[24]
  - La Rochelle, Musée des Beaux-Arts : Nature morte[16],[25]
  - Lunéville, Musée-Château : Pommes, nature morte
  - Mulhouse, Musée des Beaux-Arts : Petite fille lisant[26]
  - Niort, Musée Bernard-d'Agesci : Le Président Jacques Briault[16],[27]
  - Reims, Musée des Beaux-Arts : À l'office : nature morte[28],[29]
  - Romans-sur-Isère, Musée international de la chaussure : Cordonnier au travail[30]
  - Saint-Étienne, Musée d'Art moderne et contemporain : Retour des pêcheuses de crevettes à Grand Camp Calvados[31]
  - Semur-en-Auxois, Musée : Un Souvenir de Florence[32]
- Nouvelle-Zélande :
  - Auckland, Auckland Art Gallery Toi o Tāmaki : Le Gibier[33]

## Élèves
- Pedro Alexandrino Borges (pt) (1856-1942)